# Hanno Lentz
Hanno Lentz (* 28. April 1965 in Berlin) ist ein deutscher Kameramann.

## Leben
Hanno Lentz studierte Germanistik und Theaterwissenschaften in Berlin. An der Deutschen Film- und Fernsehakademie in Berlin begann er 1991 als Kameramann zu studieren. Nach seinem Abschluss drehte er für Dominik Graf den Fernsehfilm Sperling und der brennende Arm. Mit ihm, ebenso wie mit den Regisseuren Jobst Oetzmann und Doris Dörrie verbindet Lentz seitdem eine langjährige Zusammenarbeit. Für Oetzmann drehte er mehrere Tatorte und für Dörrie zuletzt Kirschblüten – Hanami, Glück und die Fernsehserie Klimawechsel.
Im Jahr 2021 erhielt Lentz für seine Kameraarbeit an dem Historiendrama Fabian oder Der Gang vor die Hunde den Deutschen Filmpreis sowie 2022 den Bayerischen Filmpreis zuerkannt. Lentz ist Mitglied im Berufsverband Kinematografie (BVK).

## Filmografie (Auswahl)
- 1998: Sperling und der brennende Arm
- 2000: Tolle Lage
- 2000: Die Einsamkeit der Krokodile
- 2001: Tatort: Im freien Fall (Fernsehreihe)
- 2001: My Sweet Home
- 2001: Bella Block: Schuld und Liebe
- 2002: Die Freunde der Freunde
- 2002: Hotte im Paradies
- 2003: Wenn Weihnachten wahr wird
- 2003: Tatort: Hexentanz
- 2004: Männer wie wir
- 2004: Prinzessin macht blau
- 2005: Einsatz in Hamburg – Superzahl: Mord
- 2008: Kirschblüten – Hanami
- 2006: Tatort: Das verlorene Kind
- 2006: Tatort: Außer Gefecht
- 2008: Die Wölfe
- 2009: Bittere Unschuld
- 2009: Jenseits der Mauer
- 2010: Aghet – Ein Völkermord
- 2010: Die Friseuse
- 2010: Klimawechsel (Fernsehserie, sechs Folgen)
- 2010: Tatort: Die Heilige
- 2011: Polizeiruf 110: Cassandras Warnung
- 2012: Glück
- 2012: Hannas Entscheidung
- 2013: Das Adlon. Eine Familiensaga (Fernseh-Dreiteiler)
- 2013: Verbrechen nach Ferdinand von Schirach
- 2014: Alles inklusive
- 2014: Die reichen Leichen. Ein Starnbergkrimi
- 2015: Er ist wieder da
- 2015: SCHULD nach Ferdinand von Schirach (Staffel 1)
- 2016: Grüße aus Fukushima
- 2016: Polizeiruf 110: Endstation
- 2017: Polizeiruf 110: Einer für alle, alle für Rostock
- 2018: In Wahrheit: Jette ist tot
- 2019: Tatort: Spieglein, Spieglein
- 2019: Kirschblüten & Dämonen
- 2020: Pohlmann und die Zeit der Wünsche (Fernsehfilm)
- 2021: Fabian oder Der Gang vor die Hunde
- 2021: Extraklasse 2+ (Fernsehfilm)
- 2021: Mutter, Kutter, Kind (Fernsehfilm)
- 2022: Der Irland-Krimi: Familienbande
- 2022: Der Usedom-Krimi: Gute Nachrichten
- 2022: Der Usedom-Krimi: Schneewittchen
- 2022: Freibad
- 2023: 2 unter Millionen (Fernsehfilm)
- 2023: Der Irland-Krimi: Mond über Galway
- 2025: Polizeiruf 110: Tu es!